# Lipotriches lucidula
Lipotriches lucidula är en biart som först beskrevs av Joseph Vachal 1910.  Lipotriches lucidula ingår i släktet Lipotriches och familjen vägbin. Inga underarter finns listade i Catalogue of Life.